# 龍山基地

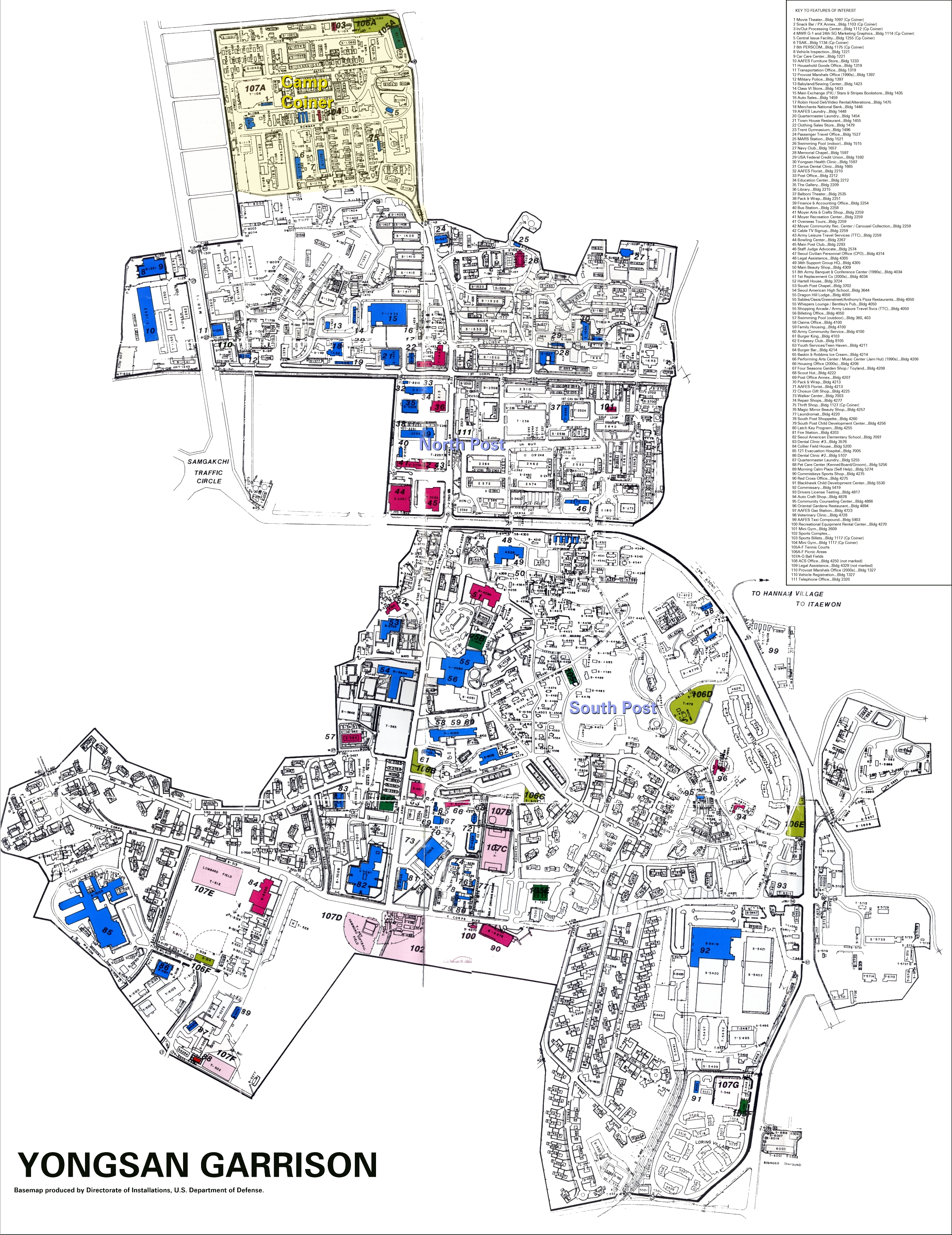
龍山基地營區平面圖

龍山基地（英語：United States Army Garrison Yongsan；：／ Yongsan Giji ?）是一座位於大韓民國首爾特別市的軍營，也是駐韓美軍、美國陸軍第八軍團（Eighth United States Army）、太平洋區美國陸軍設施管理司令部（IMCOM-P）的總部所在地。該基地在朝鮮日治時期（1910年－1945年）是日本軍的軍營。
龍山基地佔地約2.5平方（620英畝），位於首爾市龍山區，基地內部設施包含了數座軍眷住宅區、一座大型福利社、販賣部、數個美國陸軍軍眷與士氣福利休閒司令部的設施、餐廳、室內外運動場、游泳池、小型高爾夫球場、醫院、牙醫診所、三座國防部眷屬子女學校（DoDDS）、美國勞軍聯合組織、兒童發展中心、一座汽車保養中心及自助式加油站，並有美軍育樂中心（AFRCs）設置的龍山旅社，提供抵達韓國的美國陸軍人員、眷屬及訪客住宿。
龍山基地營區大至分為兩大部分：北營區（Main Post／North Post）和南營區（South Post），中間由四線的首爾市區幹道─梨泰院路（이태원로）分隔，因此在2003年，興建了兩個車道的陸橋跨越梨泰院路，連接兩個營區。
龍山基地內的美軍住宅區，許多房舍均為美式郊區風格的獨棟房，並附有後院和夾道路樹，甚至小規模的樹林，與營區外高度都市化的首爾鬧區形成強烈對比。營區外圍，基地東側即為梨泰院商圈，有西式商店和夜總會，營區西側則為首爾地鐵三角地站和龍山電子商場。
基於國防因素考量，韓國國內發行的地圖（含觀光地圖）上均未標示出任何與龍山基地有關的資訊。在韓國著名搜尋引擎網站－NAVER的線上地圖服務中，龍山基地美軍營區的衛星圖像用森林的合成畫面予以覆蓋，營區週邊道路的街景地圖中，也將基地設施給模糊處理（然而在Google地圖上並未以同樣方式處理，基地內美軍設施在衛星地圖上直接正常顯示）。

## 行政管理

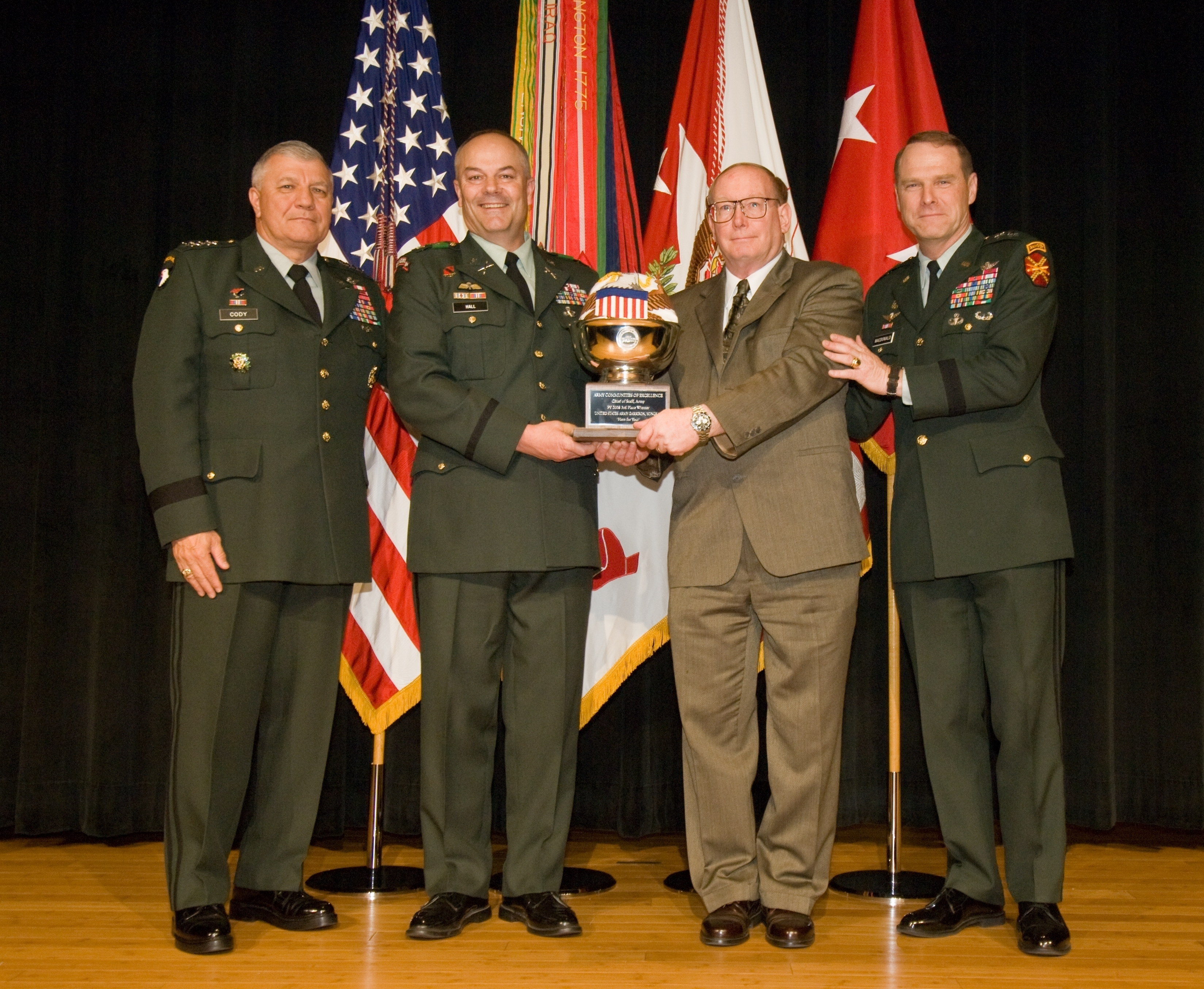
美國陸軍副參謀長理查·理查德·科迪上將（左一）及陸軍設施管理司令部副總司令約翰·麥克唐納少將（Maj. Gen. John A. Macdonald，右一）替龍山美軍基地的官員頒發陸軍優良社區獎（Army Community of Excellence）獎盃，2008年5月8日

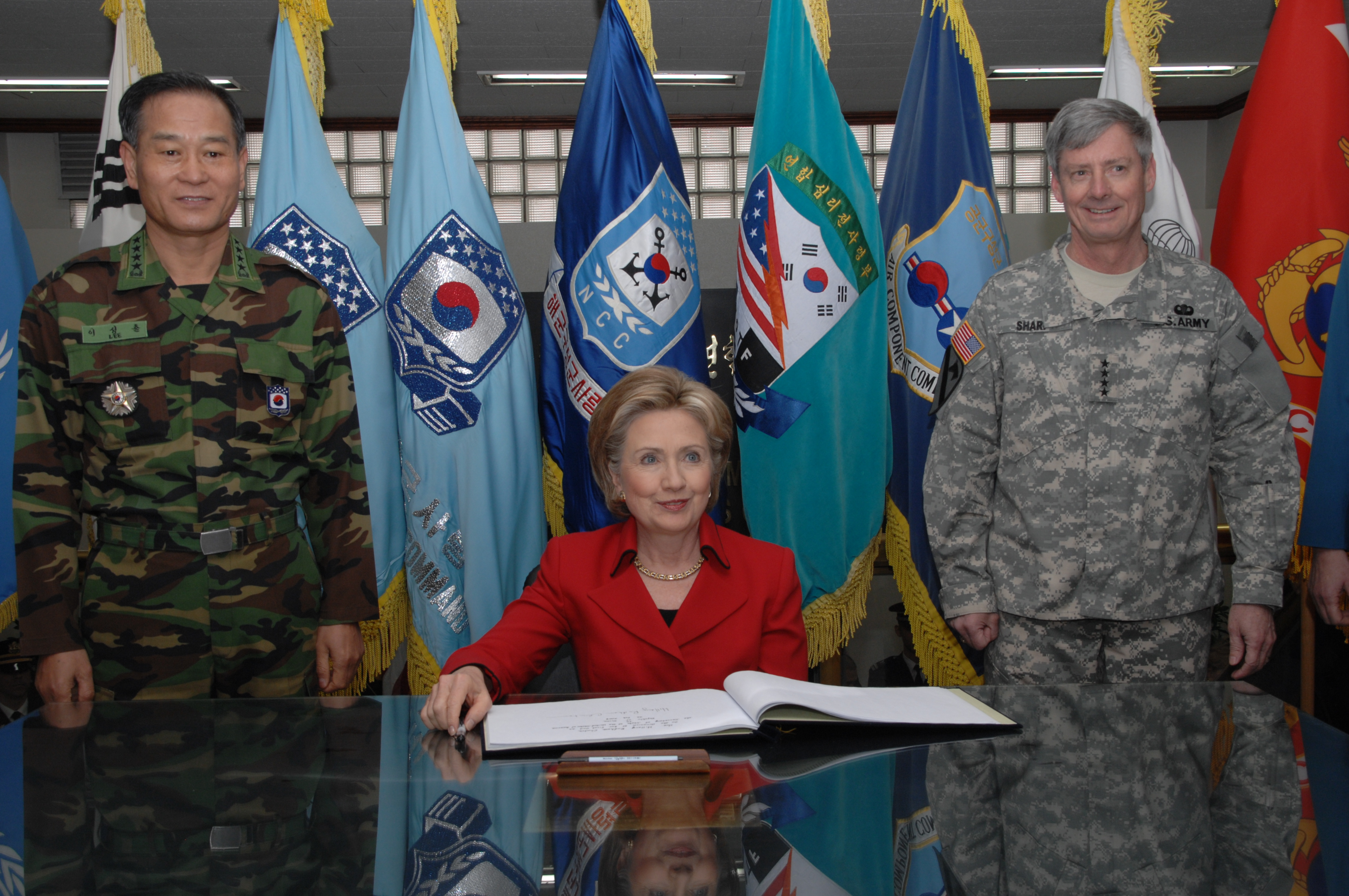
2009年2月20日，美國國務卿希拉蕊·柯林頓訪問龍山美軍基地。左右兩側分別為韓美聯合軍司令部副司令李成出（이성출）及司令華特·夏普

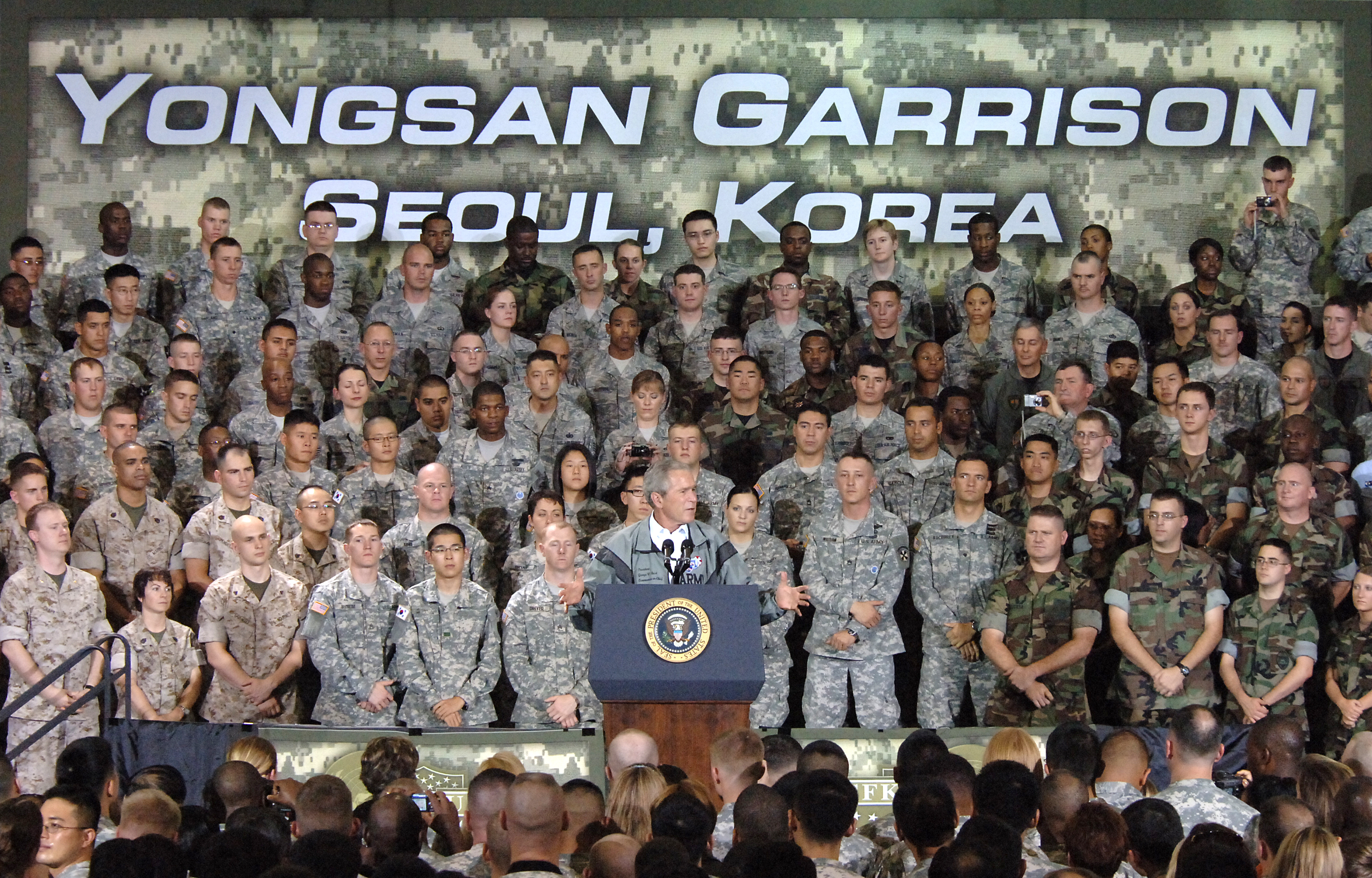
美國總統布希於2008年8月6日訪問龍山基地期間，在柯里爾室內運動場對基地內人員演講。

龍山基地由一位美國陸軍上校擔任基地司令，在韓國共有4位基地司令，在全球則有179位。在韓國的另外3位基地司令，分別指揮大邱基地（USAG Daegu）、議政府市的紅雲基地及平澤市的漢弗萊基地（USAG Humphreys）。
駐韓美軍的4位基地司令為太平洋區美國陸軍設施管理司令部的人員。該司令部是美國陸軍設施管理司令部在韓國地區的部門，而總部設在夏威夷，它的主要任務，是提供美國陸軍駐韓設施正常運作的能力，進而在長期戰爭持續時能支援美軍的海外部署、並使官兵和眷屬能有更好的生活品質。

## 歷史
龍山基地的所在地區，在大韓帝國及之前的歷屆朝代都作為軍事陣地使用，在1882年爆發壬午兵變時，則為滿清軍隊的駐紮地。日俄戰爭爆發之後，日本軍隊開始駐兵於龍山，日韓合併之後，成為日本陸軍駐屯地，並設置了日本朝鮮軍司令部。二戰結束及韓戰之後，原先位於郊區邊陲的軍營開始被向外擴張的市區包圍，而基地內數座由日軍遺留的建築也由美軍接收，最著名的例子便是第八軍團總部，而其他暗色磚頭砌建的日軍建築，歷史更為悠久。该地区在美军接收初期名为西冰库营地（英語：Camp Seobingo），1952年改为现名。第八軍團司令部正對面的建築建於1970年代早期，是聯合國軍司令部、駐韓美軍及韓美聯合軍司令部的本部。
根據美軍發行的《星條旗報》報導，美韓兩國政府已達成協議，在2012年或2013年起將龍山的美軍基地南移55英里（89）至平澤市附近的漢弗萊營，但由於諸多因素（包括李明博上任韓國總統後，對於相關方案興致缺缺）龍山基地的遷移已被推遲至2019年。韓國民間及輿論普遍將龍山基地視為美軍不會放棄首爾的重要原因之一，一旦遷移計畫及南北韓交界附近的美軍撤退行動開始實施，美軍將不再於漢江以北派駐任何部隊。
美國政府數位政要曾經造訪龍山基地。美國總統喬治·沃克·布希於2008年訪問亞洲諸國期間，在8月6日至龍山基地內的柯里爾室內運動場對美韓兩軍人員、眷屬及民間雇員發表演講，布希在演講中指出：「自從烽火息止、朝鮮停戰協定在這座半島上簽署之後，55年的時間已經過去，而且在那之後，我們（美韓）兩國的軍隊維持了和平、建立了強健的同盟關係」，並表示美在繼續駐軍韓半島的同時，將把部分美軍設施的用地交還給韓方。希拉蕊·柯林頓在上任美國國務卿後的第一次海外出訪中，亦於2009年2月20日訪問龍山基地，會見了韓美聯合司令部的高層軍官。
除了軍事用途之外，龍山基地內龐大的土地面積，部分也逐漸轉為其他用途。美國駐韓大使館可能計畫將利用美國陸軍空出的土地，興建新的大使、館員辦公室，最有可能的地點包括了科伊納營區內的用地。目前美國大使館人員的住宅區大致上被龍山軍營包圍，並有直達科伊納營的道路。
1992年11月，龍山基地將營區南側約297,000平方公尺的土地交還給當時的漢城市政府，成為龍山家族公園，並於1993年將公園內一塊區域計畫為韓國國立中央博物館新館預定地。不過中央博物館新址的啟用日期，因為美國陸軍一座直升機降落場（其停機坪和聯外道路位於博物館現址前方）的遷移問題，而一再延宕至2005年才開館。
韓國戰爭紀念館緊臨龍山基地營區，館址亦位於舊日軍軍營、美軍龍山基地的範圍內，在紀念館動工之前，則是大韓民國陸軍本部。

### 基地迁移进展
据韩联社报道，2018年6月29日，駐韓美軍司令部新楼已在平澤市漢弗萊營建成，预计到年底，龙山基地不再是驻韩美军司令部和联合国军司令部所在地。

### 部分歸還韓國
2020年12月11日，韩国與美國就向韩國歸還12处驻韩美軍基地达成协议。其中就包括龍山基地部分地區。

## 人員生活相關設施、措施
除自身設施外，龍山基地也替營區隔壁的金營，及韓國首都圈境內的美軍設施，如漢南村（Hannam Village，美軍住宅區）、K-16空軍基地（K-16 Air Base，位於城南市）、城南高爾夫球場（Sungnam Golf Course）、科伊納營等建設提供支援。
科伊納營區位於龍山基地北側，面積約200,000平方（49英畝），名稱是紀念在韓戰期間獲頒銀星勳章的美軍少尉蘭道爾·科伊納（Randall Coiner）。1953年韓戰結束後，科伊納營成為美國陸軍部隊在韓的重要新兵訓練中心之一（2008年以後，龍山戰備中心（Yongsan Readiness Center）轄下的第一補充兵連（1st Replacement Company）負責新訓事宜），營區內有軍官、士官和士兵俱樂部。
柯里爾室內運動場（Collier Field House）是龍山基地內主要的健身中心，以韓戰之後被追贈榮譽勳章的約翰·柯里爾下士（Corporal John Collier）命名位於龍山基地南營區，內部有籃球、短柄牆球、排球、棒球、壘球、有氧訓練及體重訓練設備，也可做為社區活動及市民大會的舉辦場地。